# 恤孤院路
恤孤院路是中國廣東省廣州市越秀區（原东山区）的一条南北向馬路，北起庙前直街、煙墩路，南到河邊的新河浦路，全長360米，宽6.9米，1車道。

## 名称
恤孤院路得名于20世纪初兩廣浸信會在此开办的恤孤院。

## 历史
此处原为荒地，1903年以后，美南浸信会差会选择偏僻的東山做为傳教基地，在寺貝通津、廟前西街购地，建造教堂、神學院、學校、醫院等。

## 交汇道路
- 庙前直街、煙墩路
- 培正一横路
- 培正新横路
- 新河浦路